# ری بارلوو
ریموند جان بارلوو (به انگلیسی: Raymond John Barlow) بازیکن فوتبال زادهٔ ۱۷ اوت ۱۹۲۶ اهل انگلستان بود که سابقهٔ بازی در تیم ملی فوتبال انگلستان را در کارنامهٔ خود دارد. وی در تاریخ ۲ اکتبر ۱۹۵۴ تنها بازی ملی خود را در مقابل تیم ملی فوتبال ایرلند شمالی انجام داد.